# Davíð Oddsson
Davíð Oddsson (Reykjavík, 17 de Janeiro de 1948) é um político islandês e a personalidade que mais tempo ocupou o cargo de Primeiro-Ministro da Islândia, de 1991 a 2004, com quatro eleições seguidas ganhas.
Filho de um médico e de uma secretária que, não estando casados, o deixaram a viver com o avô materno em Selfoss, uma pequena cidade no Sul da Islândia. Quando maior de idade, estudou na Universidade da Islândia.
Antes de se tornar Primeiro-Ministro, foi o Presidente da Câmara de Reykjavík de 1982 a 1991. Empreendeu obras notáveis numa capital europeia, todavia afastada do continente europeu. Entre os momentos mais célebres deste tempo estão a inauguração do Perlan, um edifício de grandes dimensões, com um restaurante panorâmico, criado por Ingimundur Sveinsson.
Depois de Primeiro-Ministro, não querendo afastar-se da política, tornou-se Ministro dos Negócios Estrangeiros. Contudo, hoje ocupa o cargo de Governador do Banco Central da Islândia.